# ماركيل براون
ماركيل براون (بالإنجليزية: Markel Brown)‏ مواليد 29 يناير 1992، هو لاعب كرة سلة أمريكي يلعب مع فريق بروكلين نتس في الرابطة الوطنية لكرة السلة ويحمل الرقم 22. يبلغ طوله 6 قدم 3 بوصة (1.9 م).

## فرق لعب لها
- بروكلين نتس

## روابط خارجية
- ماركيل براون على موقع الدوري الأوروبي لكرة السلة (الإنجليزية)
- ماركيل براون على موقع إن بي أي (الإنجليزية)
- ماركيل براون على موقع سبورتس رفرنس (الإنجليزية)
- ماركيل براون على موقع كرة السلة الأوروبية.كوم (الإنجليزية)
- ماركيل براون على موقع إي إس بي إن.كوم (الإنجليزية)
- ماركيل براون على موقع كلية كرة السلة في سبورتس رفرنس.كوم (الإنجليزية)
- ماركيل براون على موقع ريلجم (الإنجليزية)
- ماركيل براون على موقع بروبوليرز (الإنجليزية)
- ماركيل براون على موقع سبورتس رفرنس (الإنجليزية)
- ماركيل براون على موقع سبورتس رفرنس (الإنجليزية)